# Rhamphidium fendleri
Rhamphidium fendleri är en bladmossart som beskrevs av Brotherus 1902. Rhamphidium fendleri ingår i släktet Rhamphidium och familjen Ditrichaceae. Inga underarter finns listade i Catalogue of Life.